# الوكالة السويدية لأبحاث الدفاع
الوكالة السويدية لأبحاث الدفاع (بالسويدية: Totalförsvarets forskningsinstitut) هي وكالة تابعة للحُكومة السويديّة وتهتم بمجال الأبحاث الدفاعيّة والعسكريّة حيثُ تقدم تقاريرها مُباشرةً إلى وزارة الدفاع. تتخذُ الوكالة السويدية من ستوكهولم مقرًا لها كما تتوفرُ على مقار ثانويّة في مواقع أخرى جنوب العاصِمة وفي لينشوبينغ وأوميو. إلى جانبِ الأبحاث الدفاعيّة، تعملُ الوكالة السويدية لأبحاث الدفاع على جمع المعلومات وتطوير التكنولوجيا والتحليل كما قد تتدخل في حالات الطوارئ أو في باقي الحالات المُتعلّقة بالمجال الأمني بصفةٍ عامّة.

## التاريخ
تأسّست الوكالة السويدية لأبحاث الدفاع عام 2001 وذلك بعدَ الجمعِ بين المعهد السويدي لأبحاث الدفاع (FOA) والمعهد القومي لبحوث الطيران (FFA). هذا الأخير الذي كان قد أُسّس عام 1940 في ستوكهولم كمعهدِ أبحاثٍ حكومي لصناعة الطائرات السويدية بما في ذلك تلكَ العسكرية أما الأوّل فقد أُنشئ بعدهُ بخمس سنوات فتمّ الدمجُ بينهما مُشكّلانِ بذلك الوكالة السويدية لأبحاث الدفاع والمكوّنة بدورها من ثلاث منظمات:
- المعهد الكيميائي للقوات المسلحة السويدية (بالسويدية: Försvarsväsendets kemiska anstalt) وهي وهي وكالة حكومية تأسست عام 1937 وتقعُ في أورسفيك ببلدية سندبييرج. لدى المعهد خبرة في مجال الحروب الكيماويّة حيثُ كان يتلقى أعضائهُ تدريبًا مُباشرًا جامعة لوند وكذا جامعة أوبسالا.
- معهد الفيزياء العسكرية (بالسويدية: Militärfysiska institutet) وهو منظمة تعاونيّة تجمعُ أقسام الفيزياء في الجامعات السويدية. تأسّس عام 1941 كمبادرة لوضع المعرفة الفيزيائية الحديثة تحت تصرّف وزارة الدفاع.
- الوكالة الحكومية السويدية للاختراعات (بالسويدية: Statens uppfinnarnämnd) تأسّست الوكالة في عام 1942 وتُركّز في عملها بشكلٍ خاصٍ في مجال الرادارات حيثُ تعمل على الجمع بينَ البحوث السويدية المتعلقة بالرادار في منظمة واحدة.

بعد وقت قصير من إنشاء المعهد القومي لبحوث الدفاع السويدي في عام 1945؛ كُلفت المنظمة بالبحثِ في مجال الأسلحة النووية من أجلِ تمكينِ القوات المسلحة السويدية أكثر فأكثر وشملَ ذلك أنشطة الحماية والتحقيقات والتحضيرات لبرنامج سويدي مُحتمل للأسلحة النووية. في خمسينيات وستينيات القرن العشرين كان مجال السلاح النووي هو الشغلُ الشاغل للمعهد القومي لبحوث الدفاع لكن وبعدَ توقيع السويد على معاهدة الحد من انتشار الأسلحة النووية في عام 1968؛ فكّك المعهد كل أنشطته المتعلّقة بالتطوير النووي وانتقلَ للبحثِ في مجالات علميّة أخرى لها علاقة بالدفاع العسكري بعيدًا عن النووي.
في البداية كانت جميع أقسام المعهد القومي لبحوث الدفاع في مدينة ستوكهولم وبحلول سبعينيات القرن الماضي؛ تمّ نقل بعض المرافق إلى كارلستاد ولينكوبينج وأوميا. في أوائل العقد الأول من القرن العشرين؛ قُلّصت أنشطة المعهد لتوفير التكاليف قبل أن يتمّ دمجهُ نهائيًا رفقةَ والمعهد القومي لبحوث الطيران لتشكيل ما يُعرف اليوم بالوكالة السويدية لأبحاث الدفاع والتي بلغَ عدد موظفيها عند التأسيس حوالي 1300 شخصًا ثم انخفض العدد إلى حوالي 1000 موظف بحلول عام 2007.